# Энгельсский завод электрического транспорта
«Энгельсский завод электрического транспорта» — российское машиностроительное предприятие, производитель троллейбусов. Ранее — Завод имени Урицкого и ТролЗа. Находится в городе Энгельсе Саратовской области. Троллейбусы и электробусы с динамической подзарядкой завода работают во всех 86 городах Российской Федерации, где имеется троллейбусное движение. Завод контролируется ПК «Транспортные системы», которая выпускает модель ПКТС-6281 «Адмирал».

## История

### Радицкий вагоностроительный завод (Брянск, 1868—1922 гг.)
История предприятия началась в 1870 году, когда около села Радица Брянского уезда Орловской губернии был построен Радицкий вагоностроительный завод. Завод основан промышленником С.И. Мальцовым, входил в Акционерное общество Мальцовских заводов и выпускал железнодорожные вагоны для нужд железнодорожного транспорта.
В 1918 году завод был национализирован большевиками. Завод специализировался на выпуске товарных, пассажирских и санитарных вагонов, а также продукции военного назначения. Численность работающих составляла около 1800 человек.

### Завод имени Урицкого (Брянск, 1922—1941 гг.)
1922 год — завод переименован в честь революционера Моисея Урицкого (ЗиУ — завод имени Урицкого).
1923—1926 гг. — завод законсервирован как нежизнеспособный.
1926 год — завод переименован в «Государственный вагоностроительный завод имени Урицкого». Завод реконструируется и расширяется, к концу 30-х годов завод осваивает выпуск большегрузных 60-тонных платформ, полувагонов и спецвагонов. Численность работающих достигает 3000 человек.
1941 год — в связи с началом Великой Отечественной войны принимается решение об эвакуации предприятия — в июле всё оборудование демонтировано и вместе с семьями рабочих отправлено в город Энгельс.

## Завод имени Урицкого (Энгельс, 1941—1992 гг.)
В военное время основным видом продукции завода стало производство артиллерийских снарядов, в 1943 году на предприятии строятся новые цеха.
1946 год — завод вернулся к выпуску довоенной продукции. В эти годы троллейбусостроение СССР делает свои первые шаги. Страна выпускает несколько десятков троллейбусов в год.
1950 год — постановлением Совета Министров СССР от 28 февраля 1950 года решено переоборудовать предприятие под производство троллейбусов. Выбор не был случайным: завод имел новые производственные площади, опытные кадры, по географическому положению находился в центре предприятий-поставщиков и располагал хорошими подъездными путями.
1951 год — изготовлен первый опытный образец троллейбуса, а к концу года выпущен 21 троллейбус МТБ-82.
1955 год — ежегодный выпуск троллейбусов МТБ-82 достигает 360 штук. Спроектирован и построен троллейбус собственной конструкции ТБУ-1. К концу десятилетия выпускается троллейбус ЗиУ-5 и автобус ЗиУ-6.
1967 год — ежегодный выпуск троллейбусов ЗиУ-5 достиг 1500 штук. Троллейбусы экспортируются в Польшу, Грецию, Венгрию, Болгарию, Югославию, Колумбию, Аргентину, Монголию.
1971 год — Разработана новая модель троллейбуса ЗиУ-9, за трудовые успехи завод награждён орденом Трудового Красного Знамени. 
1986 год — разработан первый шарнирно-сочлененный троллейбус большой вместимости ЗиУ-10 с ТИСУ.
| Серийные модели электротранспорта выпускавшиеся заводом ЗиУ | Серийные модели электротранспорта выпускавшиеся заводом ЗиУ | Серийные модели электротранспорта выпускавшиеся заводом ЗиУ | Серийные модели электротранспорта выпускавшиеся заводом ЗиУ |
| Изображение                                                 | Название модели                                             | Годы производства                                           | Примечания |
| ----------------------------------------------------------- | ----------------------------------------------------------- | ----------------------------------------------------------- | --- |
|                                                             | МТБ-82Д                                                     | 1951—1961                                                   | Первые троллейбусы выпускались с эмблемой со звездой, с 1958 года с эмблемой ЗИУ. Всего выпущено 3745 машин. |
|                                                             | ЗиУ-5                                                       | 1960—1972                                                   | Опытный экземпляр построен в 1959 году, серийное производство началось с 1960 г. До 1966 года были выпущены модификации ЗИУ-5А, ЗИУ-5Б, ЗИУ-5В, в 1966-68 годах выпускался ЗИУ-5Г, а в 1968-72 производилась модель ЗИУ-5Д. Выпущено около 16 000 машин. |
|                                                             | ЗиУ-9 (ЗиУ-682)                                             | 1972—2015                                                   | Одна из самых массовых моделей троллейбуса, за годы производства выпущены десятки модификаций, более 42 000 машин. В 1994-2001 годах модернизированные модели выпускали Вологодский механический завод (ВМЗ) и Белкоммунмаш (АКСМ-100, АКСМ-101)         |
|                                                             | ЗиУ-10                                                      | 1986—2008                                                   | Сочленённая модель троллейбуса особо большого класса. Опытная модель тестировалась с 1978 года, серийно выпускался с 1986 года. |

Опытные троллейбусы:
- ТБУ-1 и ТБУ-1А производились в 1955—57 годах. Модель ТБУ-1 выпущена в единственном экземпляре, ТБУ-1А выпущены малой партией из 10 машин.[10]
- ЗиУ-5Е — трехдверный вариант ЗиУ-5. Построен в единственном экземпляре и эксплуатировался на улицах Саратова.
- ЗиУ-7 — модернизация модели ЗиУ-5 с переносом передней двери за переднюю ось, как у троллейбуса МТБ-82. Опытная ппартия из 10 троллейбусов произведена в 1965 году, по одному экземпляру было изготовлено в 1966, 1968 и 1969 годах[11], но массовое производство развёрнуто не было[12][13].
- ЗиУ-11 — ЗиУ-682Б с укороченной базой.
- ЗиУ-5256 и ЗиУ-6202 — экспериментальные троллейбусы, разрабатывались в кузове от первых серийных автобусов ЛиАЗ-5256. Выпущено 3 машины в 1980-86 гг., в серию не пошли[14][15].
- ЗиУ-6201 — экспериментальный троллейбус на базе кузова ЛиАЗ-5256. Построен в 1991 году совместно со Всесоюзным конструкторско-экспериментальным институтом автобусостроения (ВКЭИавтобуспром) в единственном экземпляре. Производство планировалось на ереванском заводе автопогрузчиков. Очень недолго эксплуатировался в Ереване, после списания стоит на территории троллейбусного депо[16].
- ЗиУ-6206 — экспериментальный, сочленённый, пятидверный троллейбус. Построен в 1994 году, участвовал в показах, но на линию так и не вышел. Серийное производство не было начато из-за необходимости импортного и дорогостоящего электрооборудования. Долгое время стоял на территории завода, после чего был сдан в утиль[17].
- ЗиУ-52642 и ЗиУ-52643 — экспериментальные троллейбусы в кузове ЗиУ-682. Созданы совместно с АЭК «Динамо» (Россия) и «Siemens AG» (Германия) в 1996-97 гг. В серию не пошли[18].

Опытные автобусы:
- ЗиУ-6 — опытный городской автобус, унифицированный с троллейбусом ЗиУ-5, выпуск которого начался в начале 60-х годов.
- ЗиУ-8 (он же ЗиУ-680, и он же ЗиУ-5250) — опытный городской автобус, унифицированный с троллейбусом ЗИУ-682Б, выпуск которого был с 1971 по 1974 года. В серию не пошел.

## ЗАО «ТролЗа» (Энгельс, 1992—2020 гг.)

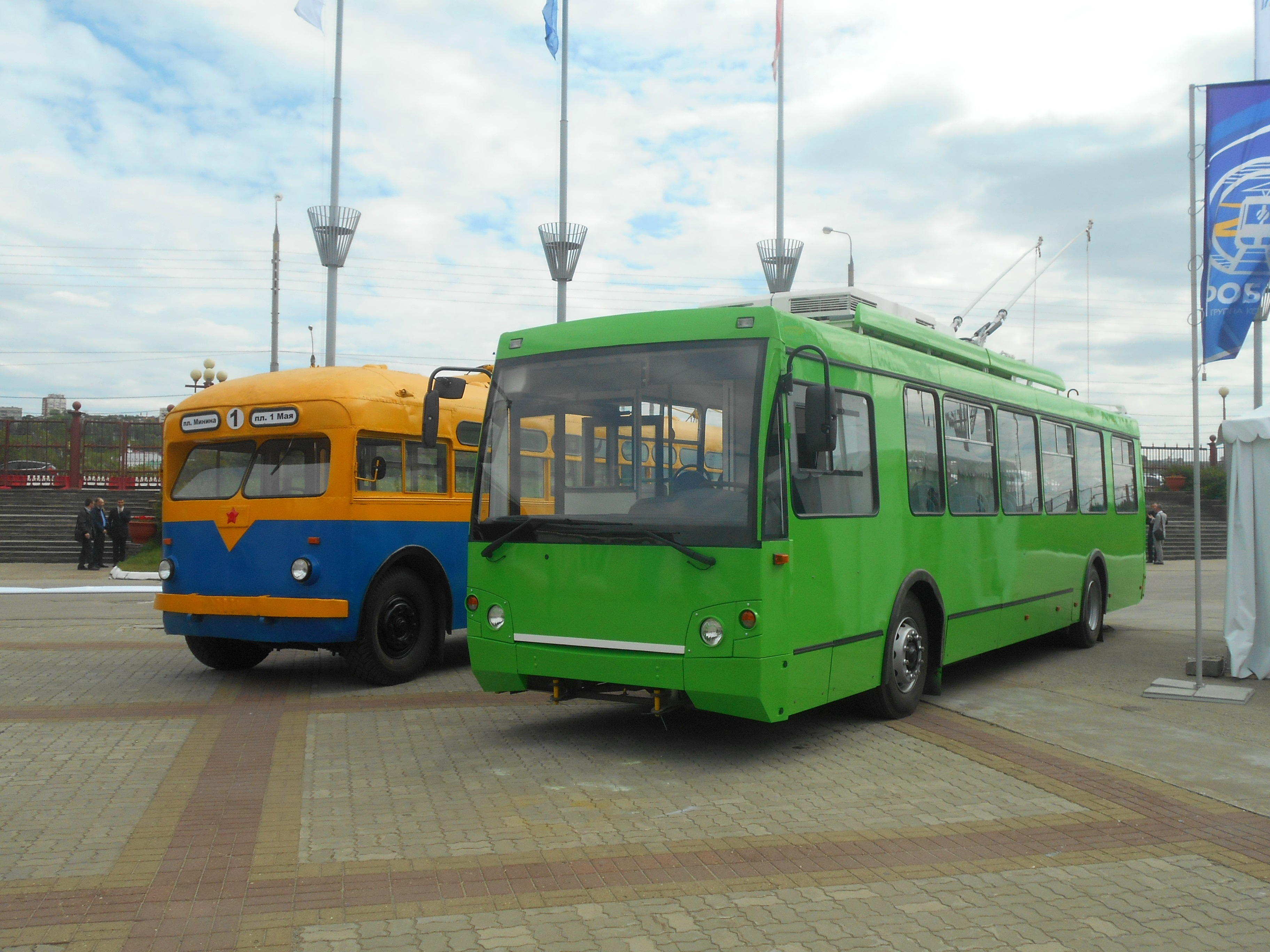
Троллейбус ТролЗа-5265.05 "Слобода".

1993 год — завод имени Урицкого был переименован в «Троллейбусный завод», в документах указывался как «ТролЗа».
1995 год — выпускаются троллейбусы ЗиУ-52642
1996 год — изготовлен опытный образец сочленённого троллейбуса ЗиУ-6206.
1997 год — cистема качества завода сертифицирована по международному стандарту ИСО 9001.
1998 год — зарегистрирован товарный знак «ТролЗа».
1999 год — разработаны опытные образцы троллейбуса ТролЗа-5275.00 с пониженным уровнем пола и ТролЗа-5264.01 «Столица» с элементами кузова из стеклопластика, и электрооборудованием на крыше.
2000 год — создан опытный образец троллейбуса с асинхронным двигателем ТролЗа-5264.02 «Слобода». Предприятие утверждено членом международной ассоциации АДМ и награждено призом Предприятие года — 2000". Запущено серийное производство первого троллейбуса с пониженным уровнем пола ТролЗа-5275.05 «Оптима».
2002 год — разработана модель троллейбуса ЗиУ-682Г-016.02 с электрооборудованием на крыше, а в следующем году модель ЗиУ-682Г-016.03
2004 год — преобразование завода в акционерное общество ЗАО «ТролЗа».
2005 год — разработана модель троллейбуса с низким уровнем пола не превышающем 360 мм. — ТролЗа-5265 «Мегаполис»
2006 год — «Мегаполис» получает золотые награды международных выставок «Транссиб-Экспо 2006» и «Автосиб-2006». На базе данной модели создается сочлененный троллейбус особо большой вместимости ТролЗа-6206 «Мегаполис».
2008 год — создается первый экологически чистый автобус ТролЗа-5250 «ЭкоБус» с гибридной силовой установкой на базе троллейбуса семейства «Мегаполис».
2011 год — создается первый опытный образец электробуса ТролЗа-52501 «ЭкоБус» с ночной подзарядкой.
2013 год — по итогам года предприятие признано министерством промышленности и торговли России лучшим экспортером отрасли среди предприятий автомобильной промышленности России в категории «моторные транспортные средства для перевозки более 10 человек».
2014 год — начало серийного производства троллейбусов с автономным ходом от 15 км. 
2017 год — поставлено более 200 единиц электробусов с динамической подзарядкой (в Севастополь, Симферополь, Санкт-Петербург, Тулу, Нальчик, Кордову, Росарио). Компания приняла участие в государственной программе поддержки несырьевого экспорта и получила право на размещение знака «Russian Exporter» на своей продукции.
2019 год — 29 августа банк «Россия» подал в Арбитражный суд Саратовской области заявление о банкротстве ЗАО «ТролЗа», однако 27 декабря того же года дело было прекращено.
2020 год — 30 января заявление о банкротстве «Тролзы» подала Федеральная налоговая служба. 18 июня 2020 во время пресс-конференции министр промышленности и энергетики Саратовской области Андрей Архипов рассказал о прекращении работы «ТролЗа». По факту завод перешел к «ПК Транспортные системы», — новому инвестору, который зашел на площадку «ТролЗы» для организации производства своих троллейбусов.
| Серийные модели электротранспорта выпускавшиеся заводом ТролЗа | Серийные модели электротранспорта выпускавшиеся заводом ТролЗа | Серийные модели электротранспорта выпускавшиеся заводом ТролЗа | Серийные модели электротранспорта выпускавшиеся заводом ТролЗа |
| Изображение                                                    | Название модели                                                | Годы производства                                              | Примечания |
| -------------------------------------------------------------- | -------------------------------------------------------------- | -------------------------------------------------------------- | --- |
|                                                                | ТролЗа-5275 «Оптима»                                           | 2001—2019                                                      | Первый экземпляр выпущен в 1999 году. Серийное производство модификации Тролза-5275.00 началось с 2001 года. С 2003 по 2019 год выпущено четыре модификации «Оптимы» — 5275.03, 5275.05, 5275.06, 5275.07. Произведено около тысячи машин.                                                         |
|                                                                | ТролЗа-5265 «Мегаполис»                                        | 2006—2019                                                      | Первый экземпляр произведен в 2005 году, со следующего года выпускается серийно, произведено более 700 машин. В 2016-2019 годах произведено ещё более 350 троллейбусов различных модификаций (5265.02, 5265.03, 5265.05, 5265.08) С 2014 года выпускаются версии ТУАХ с автономным ходом до 15 км. |
|                                                                | ТролЗа-6205                                                    | 2001—2008                                                      | Сочленённый троллейбус на базе ЗиУ-6205 |
|                                                                | Тролза-6206 «Мегаполис»                                        | 2007—2010                                                      | Сочленённый троллейбус на базе Тролза-5265 «Мегаполис», выпускался в двух модификациях Тролза-6206.00 и Тролза-6206.01, произведено около 60 штук. |

Опытные троллейбусы:
- Тролза-5264.01 «Столица» — выпускался в 2000—2002 годах, произведено около двух десятков машин.[29]
- Тролза-5264.02 «Слобода» — выпущен в 2000 году в единственном экземпляре.
- Тролза-5264.05 «Слобода» — выпускался в 2009—2016 годах, произведено около полутора десятков машин.

Опытные автобусы:
- ТролЗа-6020 — автопоезд пассажирский перронный ТролЗа-6020 был разработан нв 1993 году. Представлял собой пассажирский полуприцеп с тягачом ЗИЛ-4421 (ЗиЛ-130В1). В конструкции полуприцепа использовались кузовные элементы троллейбусов ЗиУ-9. Автопоезд прошёл испытания, но в серийное производство не передавался. Единственный экземпляр эксплуатировался в аэропорту «Советский».
- ТролЗа-5253 — опытный автобус на базе ТролЗа-5275.00. Был собран, но так и не покинул территорию цеха. Возможно, был переоборудован в троллейбус.
- Пилигрим — опытный сочленённый микроавтобус на базе «ГАЗели». Разработан и построен в 2000 г. совместно с Саратовским авиационным заводом (САЗ) и Саратовским государственным техническим университетом (СГТУ). Предназначался для перевозки пассажиров на территории парков. Существовали планы создания аналогичного автобуса «Пилигрим-2» на шасси ГАЗ-3310 «Валдай» для городских и междугородных перевозок.
- Автобус Тролза 5250 "ЭКОбус" — гибридный автобус с асинхронным электродвигателем и газомоторном двигателем, создан в 2008 году.[30] В 2010 году четыре машины тестировались в Краснодаре.[31]

Электробус Тролза 52501 — создан в 2011 году с использованием литий-ионных аккумуляторов фирмы «Лиотех». Произведён в единственном экземпляре. 

### Троллейбус с автономным ходом

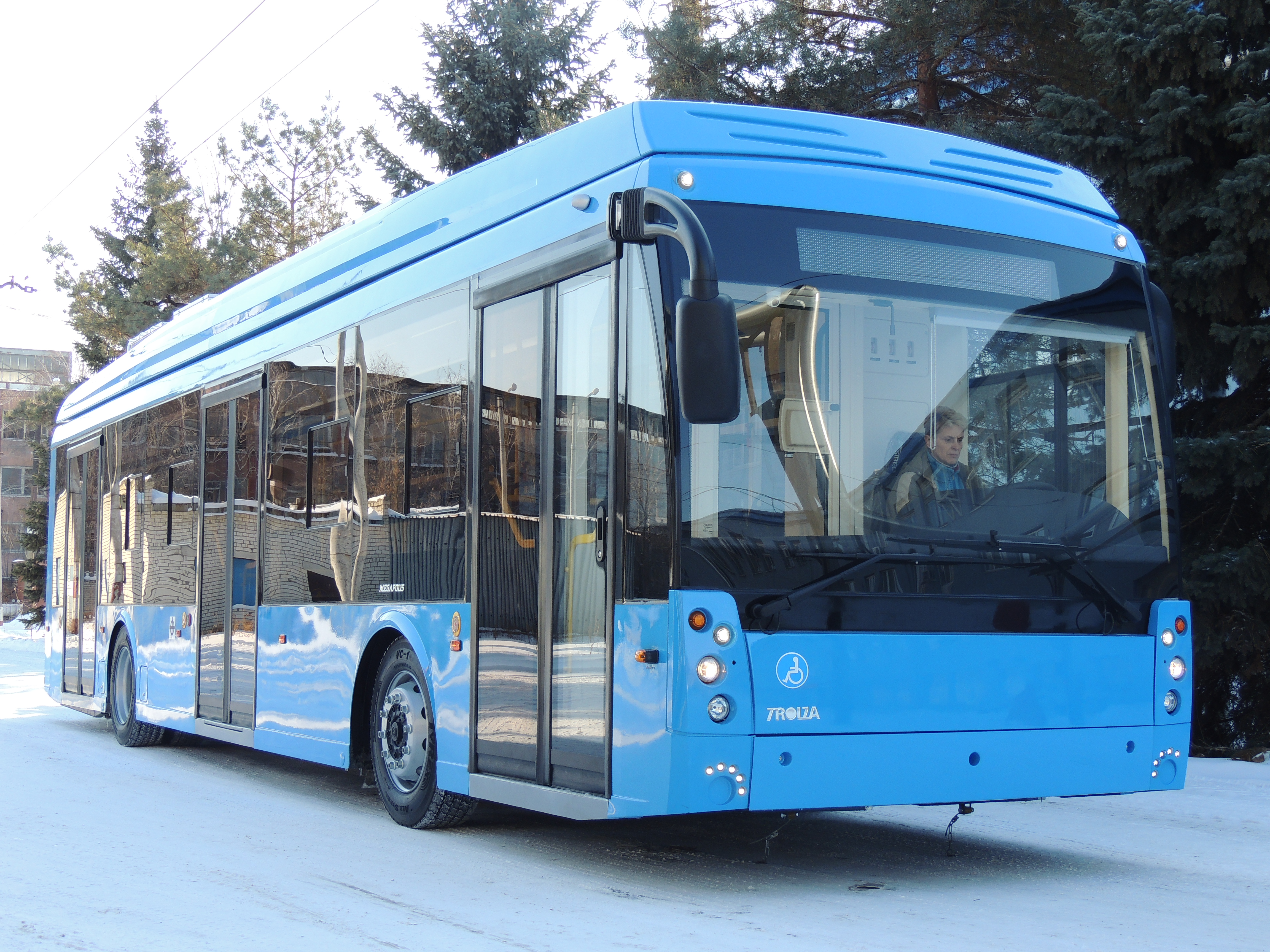
Троллейбус, предназначенный для поставок в Росарио, Аргентина

В 2014 году в Тулу были поставлены первые троллейбусы ТролЗа-5265 «Мегаполис» с автономным ходом (ТУАХ) около 15 км, оснащённые литий-титанатными аккумуляторами российского производства от компании Drive Electro. 
В 2015 году новые троллейбусы тестировались в Смоленске.
В 2016 году ТролЗа поставила новые троллейбусы в Аргенину —  города Росарио и Кордова. Впрочем их эксплуатация оказалась неудовлетворительной, аккумуляторы выходили из строя из-за перегрева.
C 2017 года троллейбусы с автономным ходом Тролза-5265.02 «Мегаполис» поставлялись в С-Петербург.. Тестировались в Екатеринбурге, а также в городе Видном. В Волгограде был установлен рекорд по протяжённости автономного хода, составивший 22,8 км.
В марте 2018 года троллебус обкатали в городе Курске.
В 2019 году был представлен концепт Тролза-6239, выпущен в единственном экземпляре.
| Наименование                         | Характеристики  |
| ------------------------------------ | --------------- |
| Габаритные размеры                   | 12660/2550/3470 |
| Максимальная скорость, км/ч          | 60              |
| Пассажировместимость, чел.           | 80—100          |
| Число мест для сидения               | 29—34           |
| Уровень пола, мм                     | 360             |
| Максимально преодолеваемый подъём, % | 15              |
| Запас автономного хода               | 15-20 км        |
| Срок службы                          | 10 лет          |

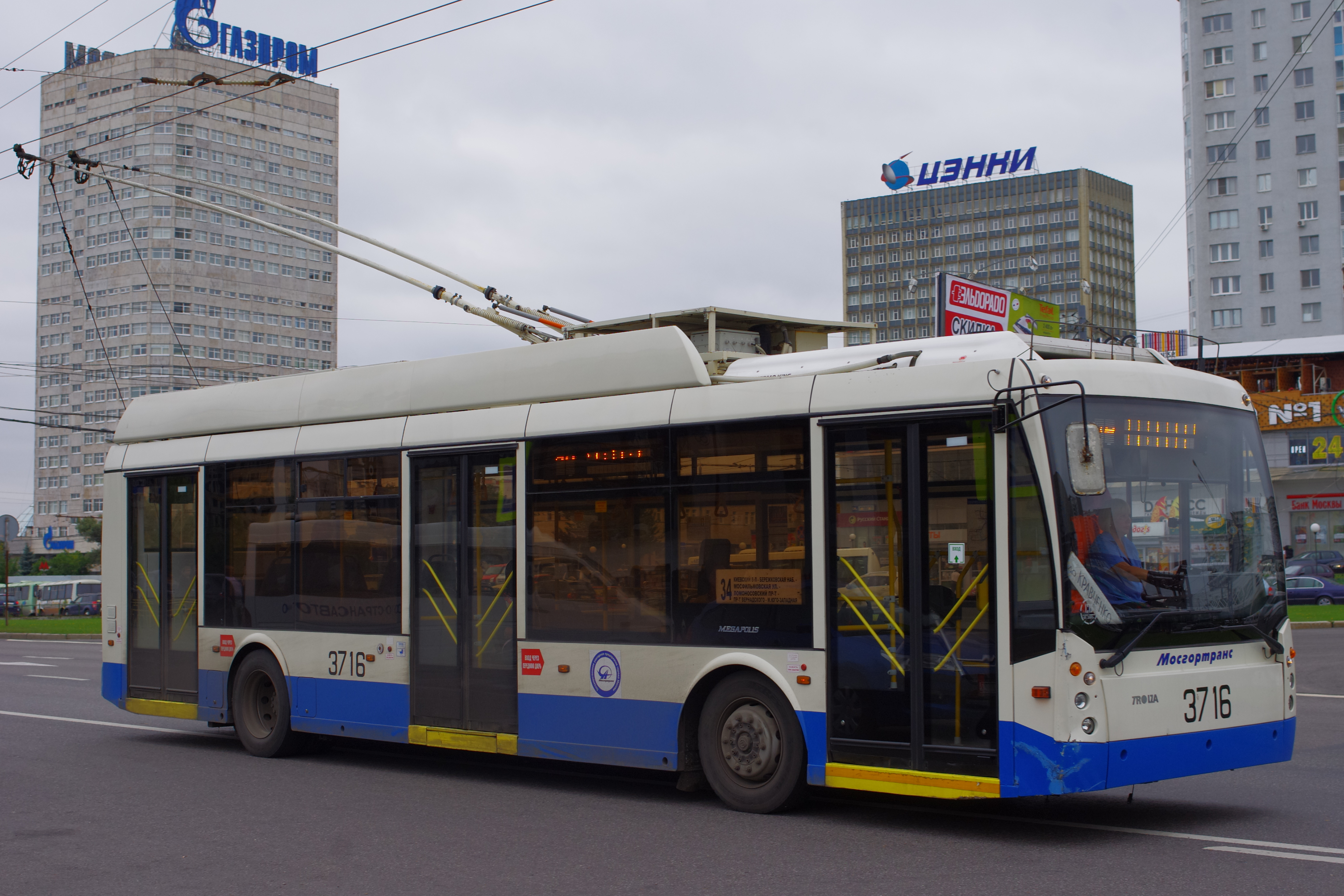
Москва, троллейбус Тролза-5265 «Мегаполис» на проспект Вернадского Маршрут 34
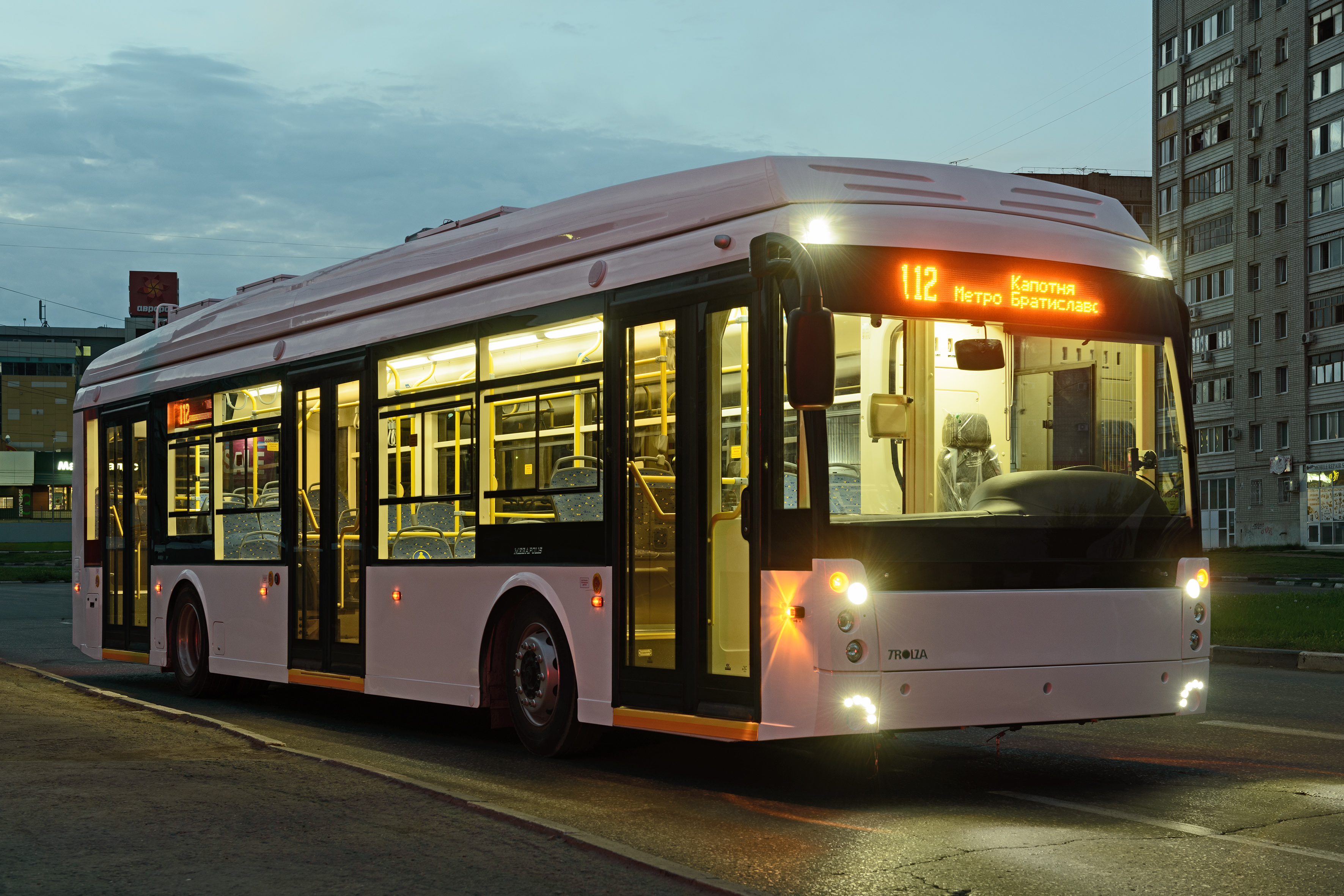
ТролЗа-5265.02 «Мегаполис» на улице Тельмана, Энгельс
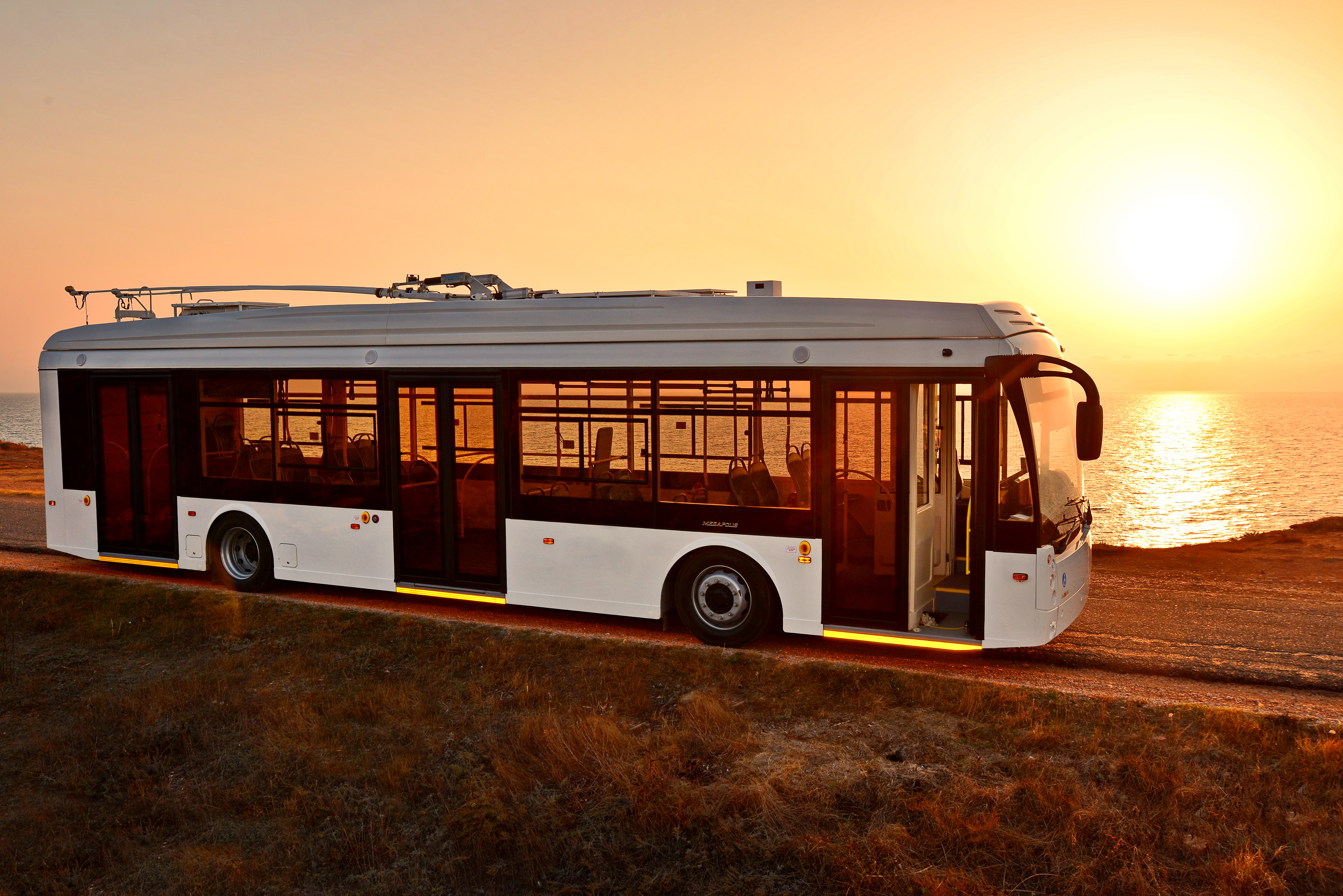
ТролЗа-5265.08 «Мегаполис»
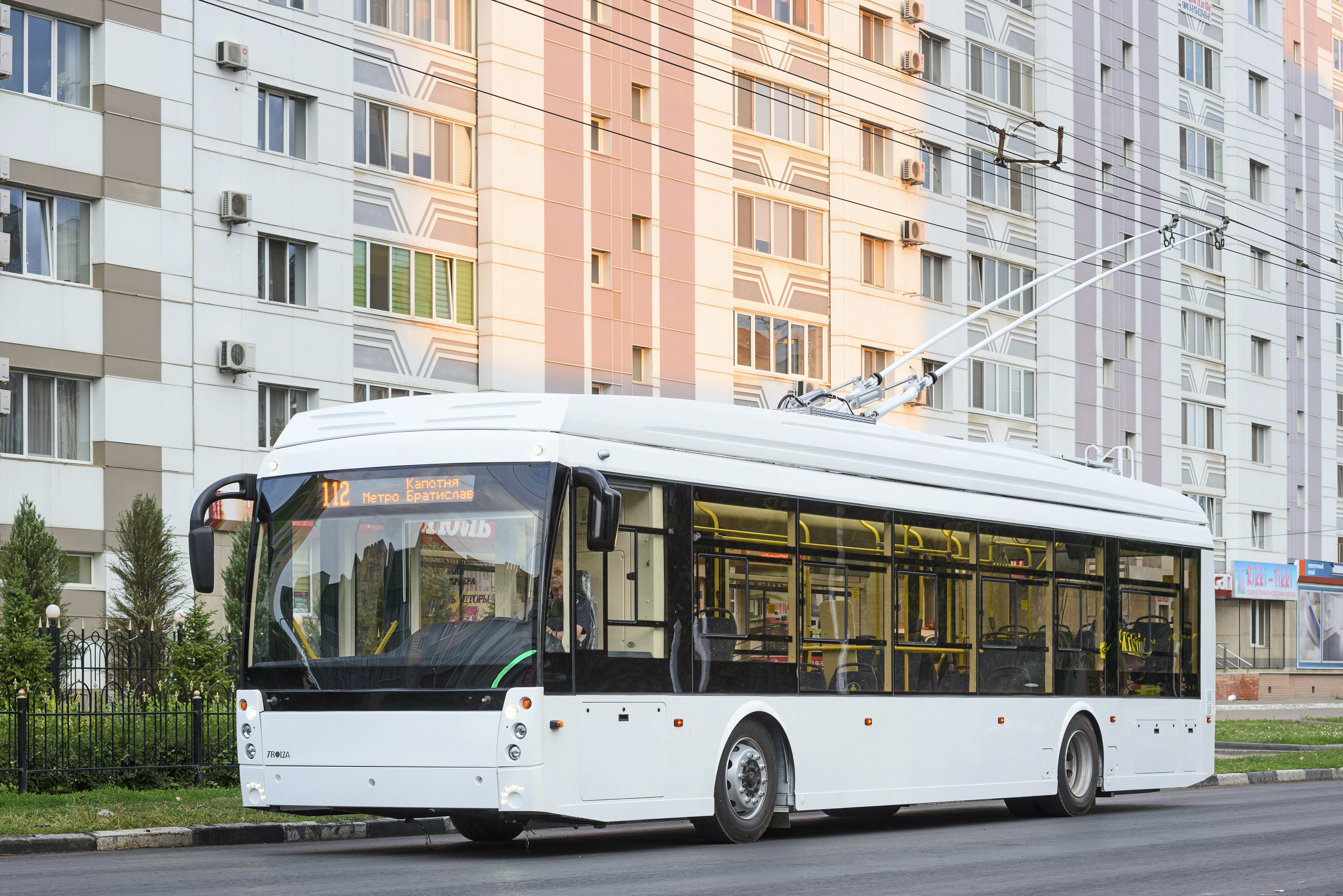
ТролЗа-5265.02 «Мегаполис» на улице Тельмана, Энгельс

## Энгельсский завод электрического транспорта (Энгельс, с 2020 г.)
В сентябре 2019 года на арендованных мощностях завода начала деятельность компания «ПК Транспортные системы». Площадка получила название «Энгельсский завод электрического транспорта». 
20 февраля 2020 года на заводе продемонстрировали троллейбус нового поколения ПКТС-6281.01 «Адмирал». В течение 2020 года было выпущено 115 новых троллейбусов, а в следующем году завод поставил 152 машины в различные города России. С 2022 года на заводе собираются кузова трамваев.
В 2021—2023 годах произведены опытные экземпляры электробусов ПКТС-6245 «Пионер» и ПКТС-62181 «Генерал».
В 2024 году завод выпустил 500-й троллейбус «Адмирал». Производятся троллейбусы с увеличенным автономным ходом (ТУАХ) до 20 км.
В 2025 году на 14-й международной выставке «ЭлектроТранс 2025» в ЦВК «Экспоцентр» в Москве была представлена модель троллейбуса «Адмирал» с увеличенным автономным ходом до 35 км.

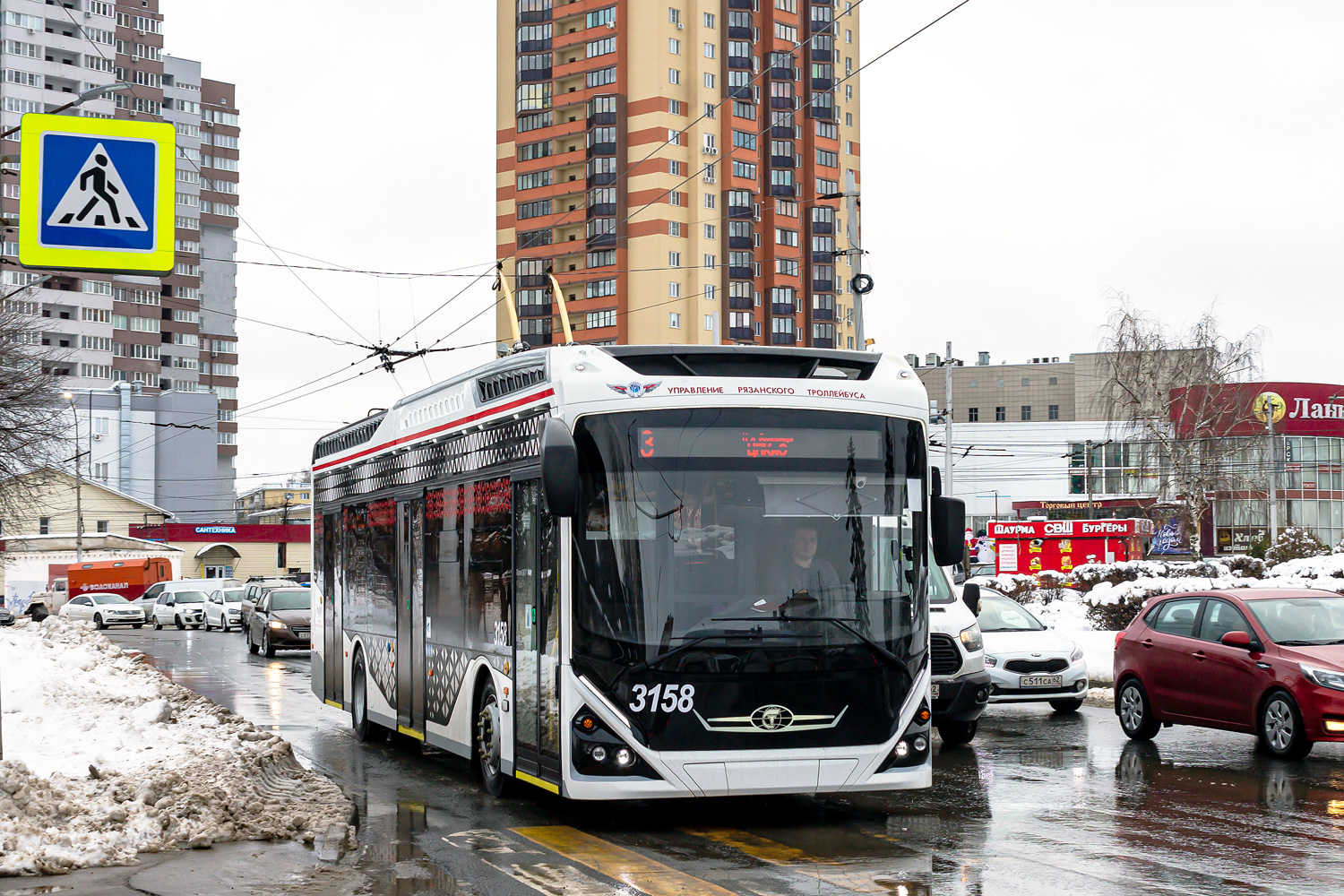
Троллейбус ПКТС-6281.00 "Адмирал 2.0" в Рязани
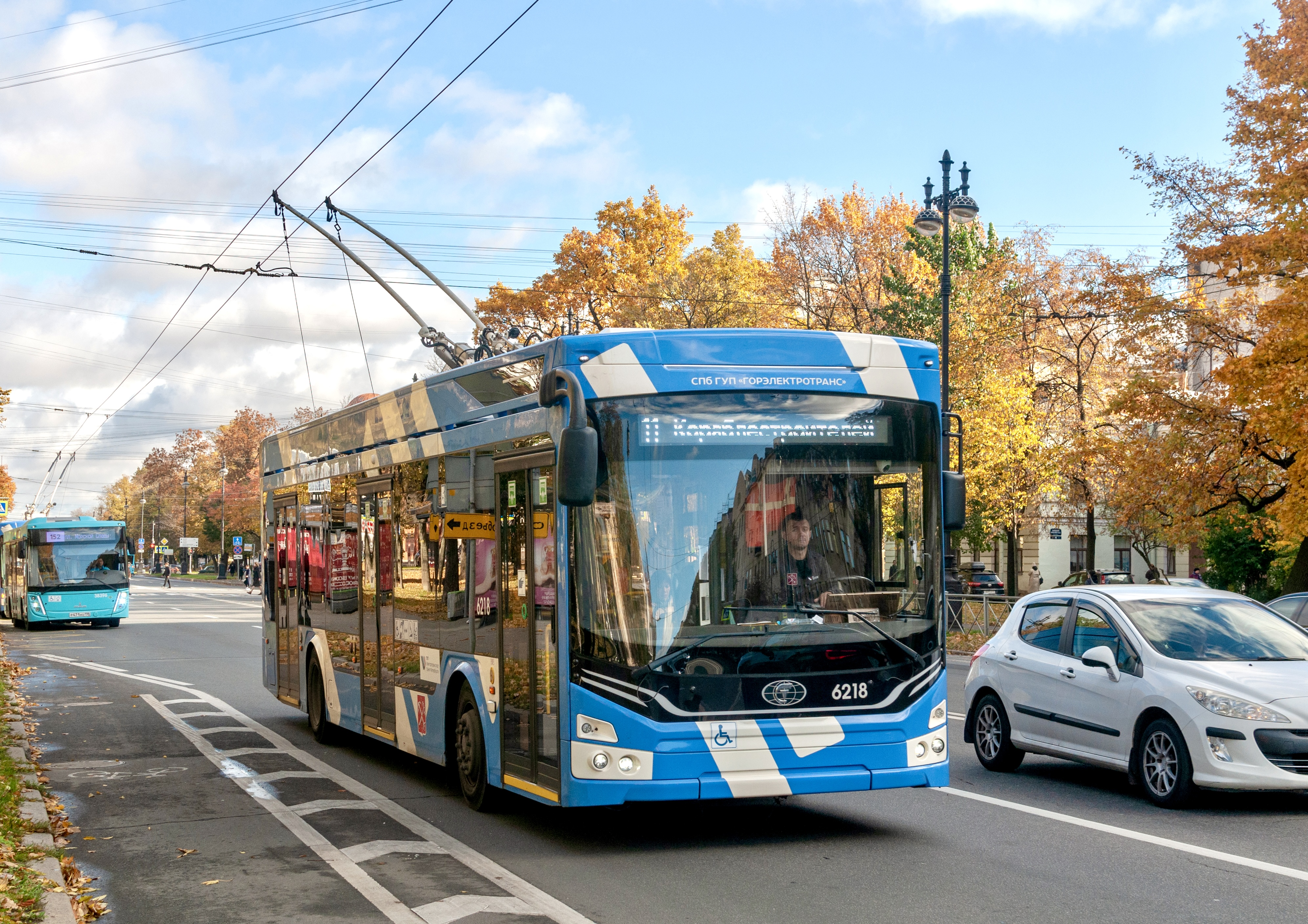
Троллейбус ПКТС-6281.00 «Адмирал»  в Санкт-Петербурге
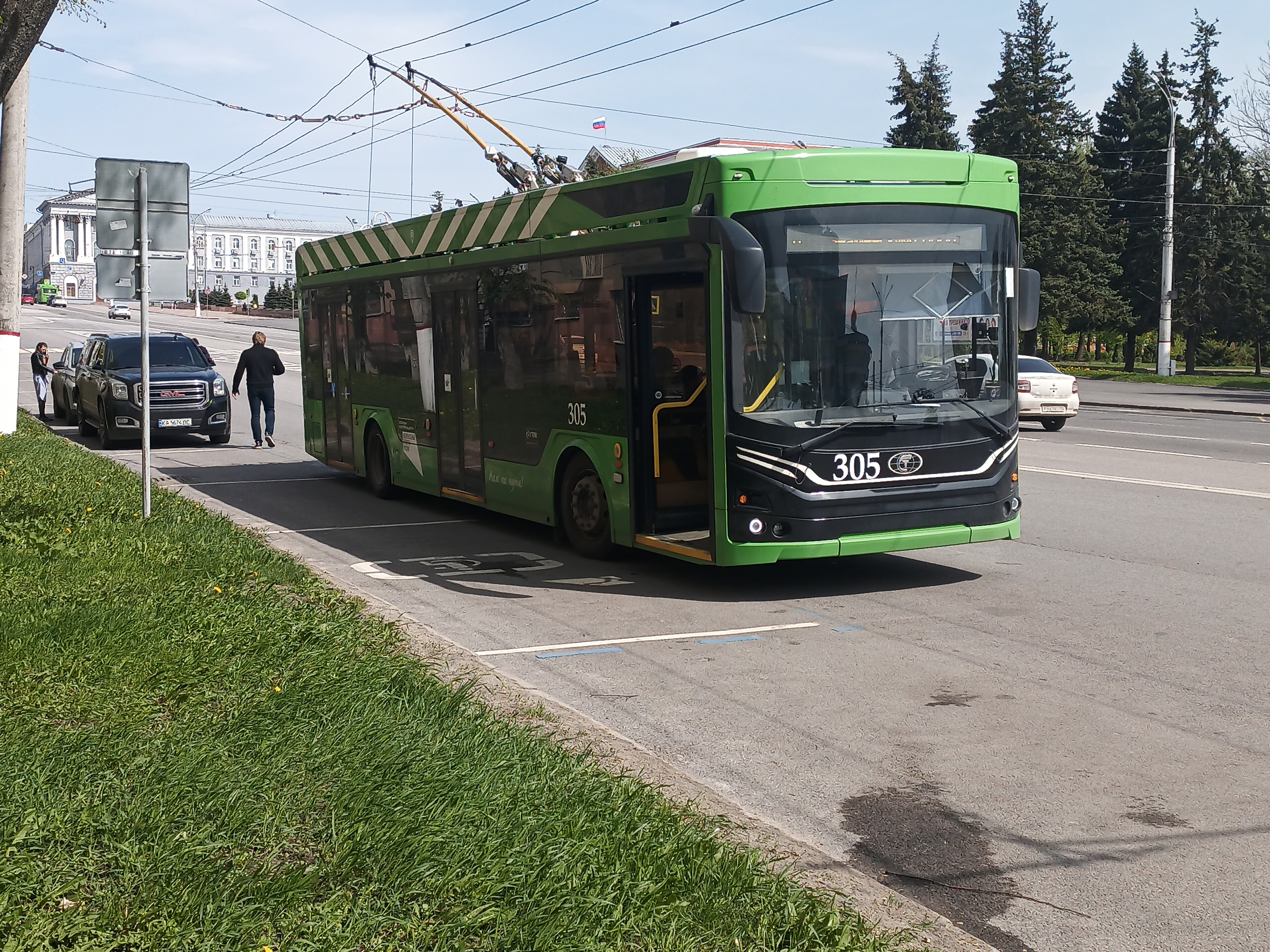
троллейбус "Адмирал" в Курске
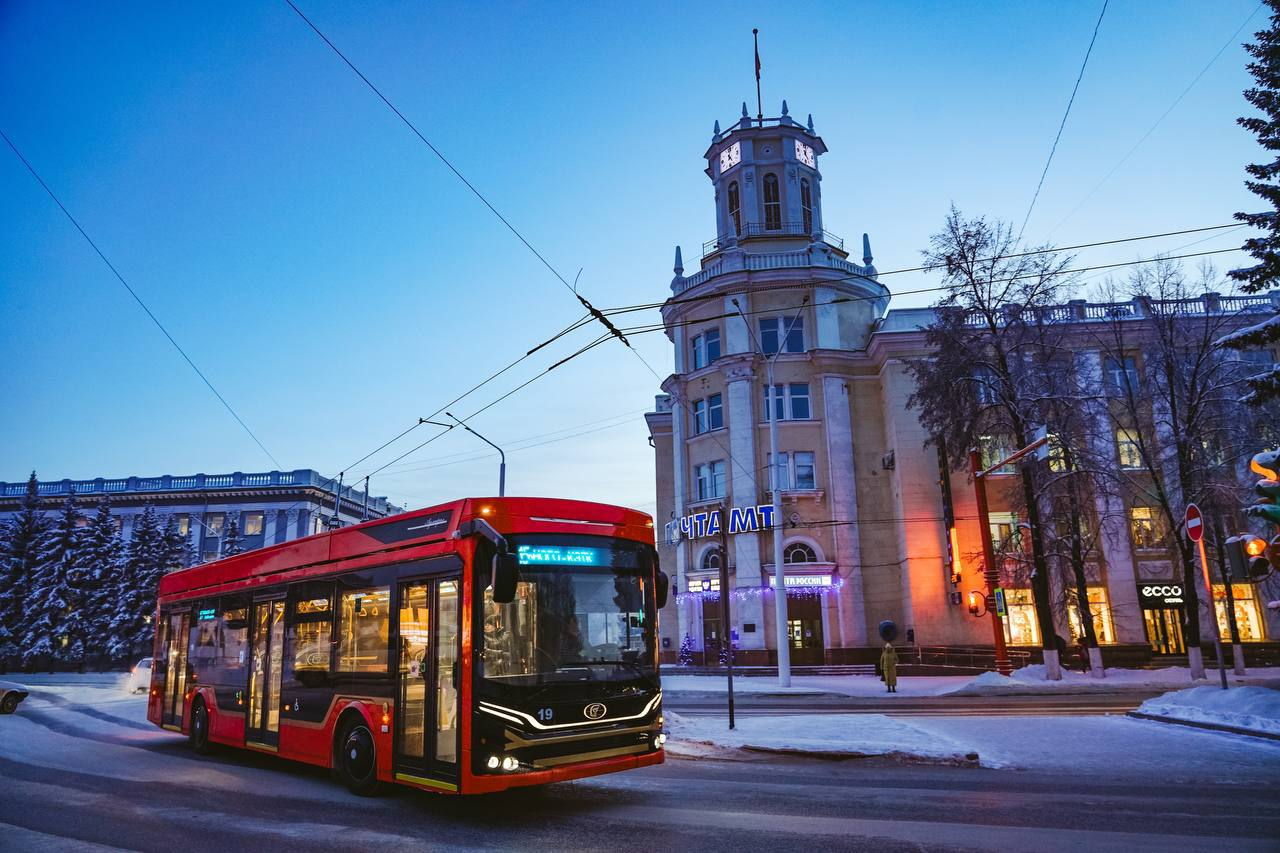

## Деятельность с 2005 года
Объём производства предприятия в 2005 году составил 880 млн руб.

### Объёмы производства
В 2006 году ЗАО «Тролза» было произведено 356 троллейбусов, из них:
- 334 троллейбуса модели ЗиУ-682Г-016
- 12 троллейбусов модели ТролЗа-5265.00 «Мегаполис»
- 10 троллейбусов модели ТролЗа-5275.05 «Оптима»

В 2007 году ЗАО «Тролза» было произведено 377 троллейбусов, из них:
- 230 троллейбусов модели ЗиУ-682Г-016
- 84 троллейбуса модели ТролЗа-5275.05 «Оптима»
- 42 троллейбуса модели ТролЗа-5265.00 «Мегаполис»
- 21 троллейбус модели ТролЗа-6206.00 «Мегаполис»

В 2008 году ЗАО «Тролза» было произведено 383 троллейбуса, из них:
- 270 троллейбусов модели ЗиУ-682Г-016
- 63 троллейбуса модели ТролЗа-5275.05 «Оптима»
- 50 троллейбусов модели ТролЗа-5265.00 «Мегаполис»

В 2009 году ЗАО «ТролЗа» был произведен 421 троллейбус. Также, в этом году была разработана модель: ТРОЛЗА-5250 «ЭКОбус».
В 2010 году ЗАО «ТролЗа» было произведено:
- 214 троллейбусов
- 1 экобус-гибрид

В 2011 году ЗАО «ТролЗа» было произведено 99 троллейбусов. Также, в этом году была разработана модель электробуса с ночной зарядкой ТролЗа-52501.
В 2012 году ЗАО «Тролза» было произведено 260 единиц, из них:
- 230 троллейбусов модели ТролЗа-5265.00 «Мегаполис»
- 25 троллейбусов модели ТролЗа-5275.05 «Оптима»
- 4 троллейбусов модели ЗиУ-682Г-016
- 1 экобус-гибрид.

В 2013 году ЗАО «Тролза» было произведено:
- 398 троллейбусов.
- 1 электробус с динамической подзарядкой

В 2014 году ЗАО «ТролЗа» было произведено:
- 101 троллейбус
- 29 электробусов с динамической подзарядкой

В 2015 году ЗАО «ТролЗа» было произведено:
- 60 троллейбусов
- 3 электробуса с динамической подзарядкой

В 2016 году ЗАО «ТролЗа» было произведено:
- 35 электробусов с динамической подзарядкой
- 188 троллейбусов

Машины поставлялись в следующие города: Санкт-Петербург, Самару, Казань, Альметьевск, Смоленск, Ковров, Ош (Кыргызстан), Росарио (Аргентина), для нужд Государственной транспортной лизинговой компании.
В 2017 году ЗАО «ТролЗа» было произведено:
- 143 электробуса с динамической подзарядкой
- 127 троллейбусов

Поставки осуществлялись как в Россию — Санкт-Петербург, Казань, Новороссийск, Ковров, Березники, для нужд ГТЛК, так и за рубеж: Ош (Киргизия), Росарио (Аргентина).
В 2018 году ЗАО «ТролЗа» было произведено:
- 52 троллейбуса «Мегаполис»
  - 50 поставлены в Севастополь[61].
  - 1 поставлен в Подольск[62].
  - 1 поставлен в Химки[63].
- 42 троллейбуса «Оптима»
  - 37 поставлены в Бишкек[64].
  - 5 поставлено в Майкоп[65].
- 26 электробусов с динамической подзарядкой
  - 14 поставлено в Санкт-Петербург (в продолжение поставки 2017 года, суммарно 80 машин[66])
  - 1 поставлен в Химки[67]
  - 5 поступило в Чебоксары в 2019 году[68]
  - 4 поступило в Курск в 2019 году[69]
  - 2 поступило в Новокузнецк в 2019 году[70]

В 2019 году ЗАО «ТролЗа» было произведено:
- 1 троллейбус (поставлен в Красноярск[71])
- 2 электробусов с динамической подзарядкой
  - 1 поставлен в Курск (в счёт поставки 2018 года[69])
  - 1 поставлен в Подольск[72]

Поставка семи троллейбусов «Оптима» в Красноярск ко Всемирной универсиаде заводом была сорвана (в город поступила единственная машина, см. выше).
Предприятие простаивало с конца марта из-за отсутствия заказов. К середине сентября на заводе оставались 350 работников из 800.
По состоянию на 1 октября на заводе оставалось семь кузовов ТролЗа «Оптима» (в итоге, в декабре 2019 года поставлены в Саратов), рестайлинговая ТролЗа «Мегаполис», ТролЗа «Мегаполис» с УАХ (бело-голубого цвета, участвовавшая в открытии моста Саратов-Энгельс), ТролЗа-5250"ЭкоБус", а также кузова севастопольских Мегаполисов. На предприятии не планировали продолжать производства моделей старых серий.
В конце ноября 2019 года было заявлено о возобновлении производства, на заводе осталось 240 работников, из них 75 в режиме простоя.
В начале декабря 2019 года производство вышло из долгого простоя под руководством компании «ПК „Транспортные системы“», в середине декабря 2019 года на предприятии сменился гендиректор.
С 2020 года производственная площадка «ТролЗы» используется филиалом производственной компании «ПК Транспортные системы» под названием «Энгельсский завод электрического транспорта». 20 февраля 2020 года было объявлено о прекращении производства транспорта компанией «ТролЗа». В тот же день компания «Транспортные системы» презентовала новый троллейбус ПКТС-6281.01 «Адмирал», собранный на площадке завода «ТролЗа» и являющийся модернизацией модели ТролЗа-5265.02«Мегаполис». В настоящее время компания «Транспортные системы» производит троллейбусы «Адмирал» серийно в разных модификациях, включая ПКТС-6281.01 «Адмирал», представляющий собой электробус с динамической подзарядкой.
2020 год
Троллейбус ПКТС-6281.01 «Адмирал» — на осень 2020 года изготовлено 50 единиц, поставленные в Санкт-Петербург (35 машин), Омск (6 машин), Иваново (6 машин), Энгельс (3 машины)
2021 год
Троллейбус ПКТС-6281.01 «Адмирал» — на декабрь 2021 года заводом изготовлено 70 единиц, поставленные в Саратов (70 машин)

## Поставки за рубеж в советский период и новейшее время
Первые экспортные поставки троллейбусов ЗиУ начались в 1967 году. Всего на экспорт заводом было поставлено более трех тысяч машин в 19 стран мира.
В 2005—2016 гг. «ТролЗа» поставила в Таджикистан 215 троллейбусов, часть из которых были дособраны на месте, в Душанбе.
По итогам 2013 года ЗАО ТролЗа министерством промышленности и торговли России была признана лучшим экспортером отрасли в категории Автомобильная промышленность (моторные транспортные средства, предназначенные для перевозки 10 и более человек).
В 2014—2017 гг. предприятием были поставлены в Аргентину (города Росарио и Кордова) 19 машин (14 электробусов с динамической подзарядкой и 5 троллейбусов). Это стали первые экспортные поставки электробусов с динамической подзарядкой ТролЗа.
В 2013—2018 годах компания «ТролЗа» выполнила три контракта на поставку троллейбусов в Киргизию в рамках проекта Европейского банка реконструкции и развития. Всего в города Бишкек и Ош поставлено 104 троллейбуса

## Руководители
- 1974—1996 гг. — Михель Артур Иванович
- 1996—2019 гг. — Котвицкий Иван Анатольевич